# Buești
Bueşti é uma comuna romena localizada no distrito de Ialomiţa, na região de Muntênia. A comuna possui uma área de  km² e sua população era de 1182 habitantes segundo o censo de 2007.